# Reuves

Reuves este o comună în departamentul Marne, Franța. În 2009 avea o populație de 63 de locuitori.